# Channon Roe
Channon Roe, właśc. James Channon Roe (ur. 27 października 1969 w Pasadenie) – amerykański aktor filmowy.

## Filmografia

### Filmy
- 1996: Następcy parszywej dwunastki (Soldier Boyz) jako Brophy
- 1996: Eko-jaja (Bio-Dome) jako Roach
- 1997: Boogie Nights jako Joe Surfer
- 1998: Dziewczyna (Girl) jako Kevin
- 1998: Szalona impreza (Can’t Hardly Wait) jako Jake
- 2000: Junked jako Jimmy
- 2005: 40-letni prawiczek (40 Year-Old Virgin) jako Video Joe
- 2008: Under (TV) jako Freddy
- 2009: Za linią wroga: Kolumbia (Behind Enemy Lines: Colombia) jako oficer 1. klasy Kevin Derricks
- 2011: Kac Vegas w Bangkoku (The Hangover Part II) jako Stefan Lefrontier
- 2012: Wysoka fala (Chasing Mavericks) jako Bob Pearson

### Seriale
- 1995: Więzy krwi (Kindred: The Embraced) jako Cash
- 1995: Moje tak zwane życie (My So-Called Life) jako Billy
- 1995: The Invaders jako Rudnik
- 1996: Prawo szeryfa (Marshal Law) jako Skin
- 1996: Buried Secrets jako Johnny Toussard
- 1996: Dotyk anioła (Touched by an Angel) jako Lucas Tremaine
- 1997: Spawn (Todd McFarlane's Spawn) jako Joey
- 1997: Nowojorscy gliniarze (NYPD Blue) jako Jimmy Mosler
- 1997: Z Archiwum X (The X-Files) jako Derek Banks
- 1998: Significant Others jako Niki
- 1998: Kameleon (The Pretender) jako Pat Rash
- 1999: Diagnoza morderstwo (Diagnosis: Murder) jako Lucas
- 1999: Buffy: Postrach wampirów (Buffy the Vampire Slayer) jako Jack O’Toole
- 2000: Ścigany (Fugitive) jako Adam Barnette
- 2001: Przechodzenie do Kalifornii (Going to California) jako Baggo
- 2002: CSI: Kryminalne zagadki Miami (CSI: Miami) jako Brad Repkin
- 2002: Czarodziejki (Charmed) jako Cree
- 2004: Bez śladu (Without a Trace) jako Drew Anderson
- 2005: CSI: Kryminalne zagadki Las Vegas jako Douglas Granger
- 2006: Fuks (Windfall) jako Jeremy
- 2006: 24 godziny (24) jako Cal
- 2006: CSI: Kryminalne zagadki Miami (CSI: Miami) jako Brad Repkin
- 2006: Brud (Dirt) jako Joe Staggliano
- 2007: Skazany na śmierć (Prison Break) jako Robber
- 2007: Życie na fali (The O.C.) jako Jake
- 2008: Wariackie przypadki (Head Case) jako Tard
- 2008: Kości (Bones) jako Danny Fitz
- 2009: Castle (serial telewizyjny) jako Kevin Henson
- 2009: Dowody zbrodni (Cold Case) jako John 'Doktor' Norwood '63
- 2009: Agenci NCIS (NCIS) jako sierżant Gordon Lambro
- 2008–2009: Wariackie przypadki (Head Case) jako Tard
- 2011: Justified: Bez przebaczenia (Justified) jako Cutter
- 2011: Dr House jako Emory
- 2011–2013: Agenci NCIS: Los Angeles (NCIS: Los Angeles) jako Ray Martindale
- 2012: Breakout Kings jako Victor Mannon
- 2012: Vegas jako Ted Ermin
- 2012–2013: CSI: Kryminalne zagadki Las Vegas jako Lenny 'Moondog' Vanders
- 2015: Z premedytacją (Murder in the First) jako Riley Maker